# Gaià
Gaià település Spanyolországban, Barcelona tartományban. Lakosainak száma 178 fő (2024).

## Földrajza
Gaià Balsareny, Navàs, Puig-reig, Santa Maria de Merlès, Avinyó és Sallent községekkel határos.

## Népesség
A település lakosságának változását az alábbi diagram mutatja:
| Lakosok száma | 238  | 592  | 661  | 442  | 149  | 154  | 171  | 163  | 175  | 178  |
|               | 1717 | 1887 | 1936 | 1960 | 1986 | 2004 | 2009 | 2014 | 2019 | 2024 |